# Touch rugby mixto en los Juegos del Pacífico 2015
El Touch rugby mixto en los Juegos del Pacífico 2015 se celebró del 8 al 10 de julio de 2015 en el Complejo Bisini de Port Moresby y contó con la participación de 5 selecciones de Oceanía.
Samoa venció en la final al anfitrión Papúa Nueva Guinea para ganar la medalla de oro.

## Ronda clasificatoria
| Papúa Nueva Guinea                                | 4 | 3 | 1 | 0 | 56 | 10 | +46 |
| Samoa                                             | 4 | 3 | 1 | 0 | 51 | 17 | +34 |
| Islas Cook                                        | 4 | 2 | 0 | 2 | 31 | 29 | +2  |
| Tonga                                             | 4 | 1 | 0 | 3 | 18 | 49 | -31 |
| Kiribati                                          | 4 | 0 | 0 | 4 | 10 | 62 | -52 |
| Los 4 primeros lugares avanzan a las semifinales. |   |   |   |   |    |    |     |

| Equipo 1           | Resultado | Equipo 2           |
| ------------------ | --------- | ------------------ |
| Islas Cook         | 13-3      | Kiribati           |
| Samoa              | 14-3      | Tonga              |
| Kiribati           | 1-19      | Papúa Nueva Guinea |
| Islas Cook         | 6-10      | Samoa              |
| Papúa Nueva Guinea | 18-1      | Tonga              |
| Kiribati           | 1-20      | Samoa              |
| Tonga              | 4-11      | Islas Cook         |
| Papúa Nueva Guinea | 7-7       | Samoa              |
| Islas Cook         | 1-12      | Papúa Nueva Guinea |
| Tonga              | 10-5      | Kiribati           |

## Fase final

### Semifinales
| Equipo 1           | Resultado | Equipo 2   |
| ------------------ | --------- | ---------- |
| Papúa Nueva Guinea | 18-1      | Tonga      |
| Samoa              | 11-6      | Islas Cook |

### Medalla de bronce
| Equipo 1 | Resultado | Equipo 2   |
| -------- | --------- | ---------- |
| Tonga    | 3-10      | Islas Cook |

### Medalla de oro
| Equipo 1           | Resultado | Equipo 2 |
| ------------------ | --------- | -------- |
| Papúa Nueva Guinea | 0-2       | Samoa    |